# Hans-Joachim Scheitzbach
Hans-Joachim Scheitzbach (* 29. Oktober 1939 in Leipzig; † 25. Februar 2024 in Woltersdorf (bei Berlin)) war ein deutscher Cellist.

## Leben
Seit seinem elften Lebensjahr spielte Scheitzbach Cello. Er studierte an der Hochschule für Musik und Theater „Felix Mendelssohn Bartholdy“ Leipzig. Man engagierte ihn 1960 für das Leipziger Gewandhausorchester. Zugleich war er einige Jahre Mitglied des Leipziger Streichquartetts. 1967 wurde er Solocellist an der Sächsischen Staatskapelle, wechselte aber ein Jahr später in gleicher Position an die Komische Oper Berlin. 1980 erhielt er den Kunstpreis der DDR.
Seit 1968 lebte Scheitzbach in Woltersdorf (bei Berlin). Er war verheiratet und hatte zwei Kinder.

## Leistungen
Scheitzbach wurde durch die Interpretation zeitgenössischer Kompositionen bekannt. Zu den Höhepunkten seiner solistischen Laufbahn gehörten die Aufführungen der beiden Konzerte für Violoncello und Orchester von Krzysztof Penderecki unter der Leitung des Komponisten. Scheitzbach war an vielen Rundfunk- und Schallplatteneinspielungen beteiligt.
Als Kammermusiker hatte er vor allem klassische und spätromantische Werke in kleinen Besetzungen im Repertoire.
Seit 1969 organisierte er Kammermusik- und Serenaden-Konzerte Berlin-Brandenburg, anfangs über den Kulturbund. Im Frühjahr 2012 feierte er sein 250. öffentliches Kammerkonzert in seinem Heimatort Woltersdorf.

## Auszeichnungen
- 1980: Kunstpreis der DDR[4]

## Tonträger (Auswahl)
- Fritz Geißler: Concertino für Violoncello und kleines Orchester (1981), Hans Joachim Scheitzbach (Violoncello), Philharmonisches Orchester Erfurt, Leitung Ude Nissen, Mitschnitt der Uraufführung am 22. Februar 1982 bei den DDR-Musiktagen, (12:30), hastedt-Musikedition Bremen
- In einer kleinen Konditorei: Caféhaus-Musik, Deutsche Schallplatten Berlin (Amiga 845266), 1983
- Wiener Bonbons: Kaffeehaus-Musik, CD, Verlag Koch München, 1995
- Di As (+ -), Deutsche Schallplatten Berlin (Nova 885186), 1983
- Paul-Heinz Dittrich: Konzert für Violoncello und Orchester, Deutsche Schallplatten Berlin (Nova 885178), 1980

## Filmografie
- 1986: Wahlverwandtschaften (Studioaufzeichnung)